# Sanu Sherpa

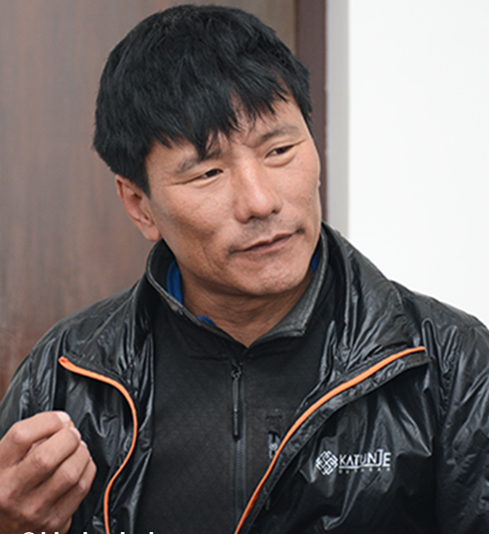
Sanu Sherpa (2022)

Sanu Sherpa (* 1975 in Makalu) ist ein nepalesischer Bergsteiger aus dem Volk der Sherpa. Er ist der erste Mensch, der alle 14 Achttausender mindestens zweimal bestieg.

## Leben und Besteigungen
Sanu Sherpa wuchs mit acht Geschwistern in einem abgelegenen Dorf im Osten von Nepal auf und arbeitete als Schafhirte. 2005 begann er als Träger in Kathmandu zu arbeiten, um seine Familie finanziell zu unterstützen: „Ich starrte immer auf die gute Kleidung und die Schuhe, die Trekker trugen. Das hat mich mehr interessiert als das Bergsteigen.“ 2006 bestieg er mit einer koreanischen Expedition den Cho Oyu. Im gleichen Jahr bestieg er den Shishapangma. 2019 bestieg Sanu Sherpa gemeinsam mit Atanas Skatov den Dhaulagiri. Er hatte damit alle Achttausender einmal bestiegen, darunter einige bereits mehrmals. Er ist damit der dritte Nepalese und der 42. Mensch weltweit mit dieser Leistung. Den Mount Everest hat Sanu Sherpa sechsmal bestiegen.
Am 21. Juli 2022 erreichte er im Rahmen seiner Double 14 Peaks-Expedition den Gasherbrum II um 08:17 Uhr nepalesischer Zeit zum zweiten Mal und war damit der erste Mensch, der alle 14 Achttausender zweimal erfolgreich bestieg.
Am 22. September 2022 bestieg er den Manaslu und stand vier Tage später, am 26. September, erneut auf dessen Gipfel. Er hatte den Manaslu zwar schon zuvor mehrmals bestiegen, allerdings nicht den höchsten Punkt des Berges erreicht. „Ich hatte bis zu diesem Jahr keine Ahnung, was ein echter Gipfel und was ein Vorgipfel ist, als die Leute anfingen, meine Doppelbesteigung in Frage zu stellen“, sagte er vor der Besteigung des Manaslu im Jahre 2022. „Deshalb möchte ich den Gipfel noch einmal besteigen, um seinen wahren Gipfel zu erreichen.“

## Liste der Besteigungen
- Annapurna – 2016, 2021, 2022
- Broad Peak – 2014, 2017
- Cho Oyu – 2006, 2008
- Dhaulagiri – 2019, 2021, 2022
- Mount Everest – 2007, 2008, 2009, 2012, 2013, 2016, 2017
- Gasherbrum II – 2019, 2022
- Gasherbrum I – 2013, 2019, 2022
- K2 – 2012, 2021
- Kanchenjunga – 2014, 2022
- Lhotse – 2008, 2021, 2022
- Makalu – 2019, 2022
- Manaslu – 2010, 2011, 2016, 2 × 2022
- Nanga Parbat – 2017, 2018, 2022
- Shishapangma – 2006, 2011